# Парижская коммуна (сторожевой корабль)
«Парижская коммуна» — советский речной сторожевой корабль, оборудованный в начале Отечественной войны из мобилизованного парового колёсного буксира.

## История службы
Паровой колёсный буксир был построен в Киеве на заводе «Ленинская кузня» в 1935 году.
С началом войны «Парижскую коммуну» мобилизовали по предвоенному плану и 1 июля полностью переоборудовали в военный корабль на заводе им. И. В. Сталина в Киеве. По разрешению Главного Морского Штаба (ГМШ) корабль вооружили двумя универсальными артиллерийскими установками 34-К в полубашнях, которые могли также вести огонь по воздушным целям.
11 июля «Парижская коммуна» (в военных документах даётся также и номерное название «СК-3») включена в состав Припятского отряда речных кораблей (ОРК) Пинской военной флотилии (ПВФ). Его командиром стал лейтенант запаса Н. Н. Гордиенко. 10 августа по приказу сторожевой корабль переводится в состав Киевского ОРК ПВФ для действий на реке Днепр на флангах Киевского укрепрайона. Тогда же на корабль был назначен новый командир — младший лейтенант Сутужко С. Ф. 22 августа сторожевик получил приказ прикрывать днепровскую переправу отступающей 5-й армии Юго-Западного фронта у села Навозы.
Вечером 23 августа передовой отряд 111-й пехотной дивизии немцев, усиленный самоходными орудиями StuG III, опрокинул отступающие по приказу, но плохо организованные части 27-го стрелкового корпуса 37-й армии Юго-Западного фронта и захватил плацдарм на левом берегу Днепра у села Окуниново. Таким образом корабли ПВФ, действовавшие севернее, оказались отрезаны от Киева, где в то время находился штаб флотилии.
В ночь на 26 августа 1941 года «Парижская коммуна» совместно с другими кораблями флотилии участвует в прорыве в Киев из района Чернобыль — Домантово, мимо немецкого окуниновского плацдарма. На подходе к окуниновскому мосту сторожевой корабль попал под сильный обстрел, было подбито кормовое орудие, а его расчёт убит. «Парижская коммуна» смогла пройти под мостом, но через несколько минут получила ещё одно попадание снаряда в двигатель. Потерявший ход корабль отнесло течением на мель. Попытки отремонтировать паровую машину и снять сторожевик с мели оказались неудачными. Поэтому на рассвете по приказу командира экипаж подорвал свой корабль. Как минимум один член экипажа попал в плен к противнику.
31 августа «Парижскую коммуну» исключили из списков кораблей ВМФ по приказу командующего флотом, а в 1948 году обломки корабля были cданы на слом.